# Acacia albizioides
Acacia albizioides är en ärtväxtart som beskrevs av Leslie Pedley. Acacia albizioides ingår i släktet akacior, och familjen ärtväxter. Inga underarter finns listade i Catalogue of Life.